# Provincia de Manabí
Manabí es una de las veinticuatro provincias que conforman la República del Ecuador, situada al occidente del país, en la zona geográfica conocida como región litoral o Costa. Su capital administrativa es la ciudad de Portoviejo. Ocupa un territorio de unos 19.516,60 km², siendo la cuarta provincia del país por extensión, detrás de Pastaza, Morona Santiago y Orellana. Además del territorio continental, pertenecen a la jurisdicción de la provincia la isla de la Plata y la isla Salango. Limita al norte con Esmeraldas; por el este con Santo Domingo de los Tsáchilas y Los Ríos; al sur con Santa Elena; al este y al sur con Guayas, y al oeste con el océano Pacífico, a lo largo de una franja marítima de unos 307 km.
En el territorio manabita, habitan 1'715.057 personas, siendo la tercera provincia más poblada del país después de Guayas y Pichincha. La provincia de Manabí está constituida por veintidós cantones, con sus respectivas parroquias urbanas y rurales.
Es uno de los más importantes centros administrativos, económicos, financieros y comerciales del Ecuador. Las actividades principales de la provincia son el comercio; la ganadería; la industria; la pesca, ya que se encuentra el segundo puerto más importante del país y las mayores fábricas de atún en Manta; el sector agropecuario en la vida rural, y el turismo, principalmente en sus extensas playas.
Tuvo distintos períodos migratorios provenientes de varias zonas como los caras y los mantas. La colonización española se dio 1534, cuando Pedro de Alvarado exploró la zona, y en 1535, año en que Francisco Pacheco fundó la ciudad de Portoviejo, y antes de realizarla hizo un largo recorrido de exploración en sus costas adyacentes. Durante ese período, la entidad máxima y precursora de la provincia sería el Gobierno de Caráquez. Después de la guerra independentista y la anexión de Ecuador a la Gran Colombia, se crea Manabí el 25 de junio de 1824, lo que la hace una de las 7 primeras provincias del Ecuador.

## Toponimia
Según el cronista los aborígenes conocían al Partido de Puerto Viejo como Manapi o Manaphi refiriéndose a una tribu que pobló el valle central y oriental del actual río Portoviejo además de inmediaciones de la costa sur. Durante la colonia se dice que también los españoles cambiaron la letra P por la B y llegaron a llamarle como le decían los indios aborígenes como «Manabí», aunque no existen evidencias claras de haberse adoptado el referido nombre, ni de haberse producido el cambio.

## Historia
La parte sur de Manabí fue sede del señorío de Cancebí, mientras que la parte central y norte fue primero un reino indígena compuesto por confederaciones de tribus y estas a la vez por caseríos, aunque realmente existieron los caseríos de Pechance además del señorío principal, que según el historiador quiteño Juan de Velasco era el centro motor de la parte oriental (es decir Chone, Flavio Alfaro y El Carmen) de lo que se conocía con el nombre de Reino de Los Caras, entidad jurídica que tenía su sede y capital en el actual Bahía de Caráquez.
La cultura manteña (Capital: Jocay), se extendió desde el centro, al sur del territorio, formado por las siguientes tribus: Los Cancebíes, Apechiniques, Pichotas, Japotoes, Picoazaes, Jarahuas, Machalillas, Pichuncis y Xipaxapas.

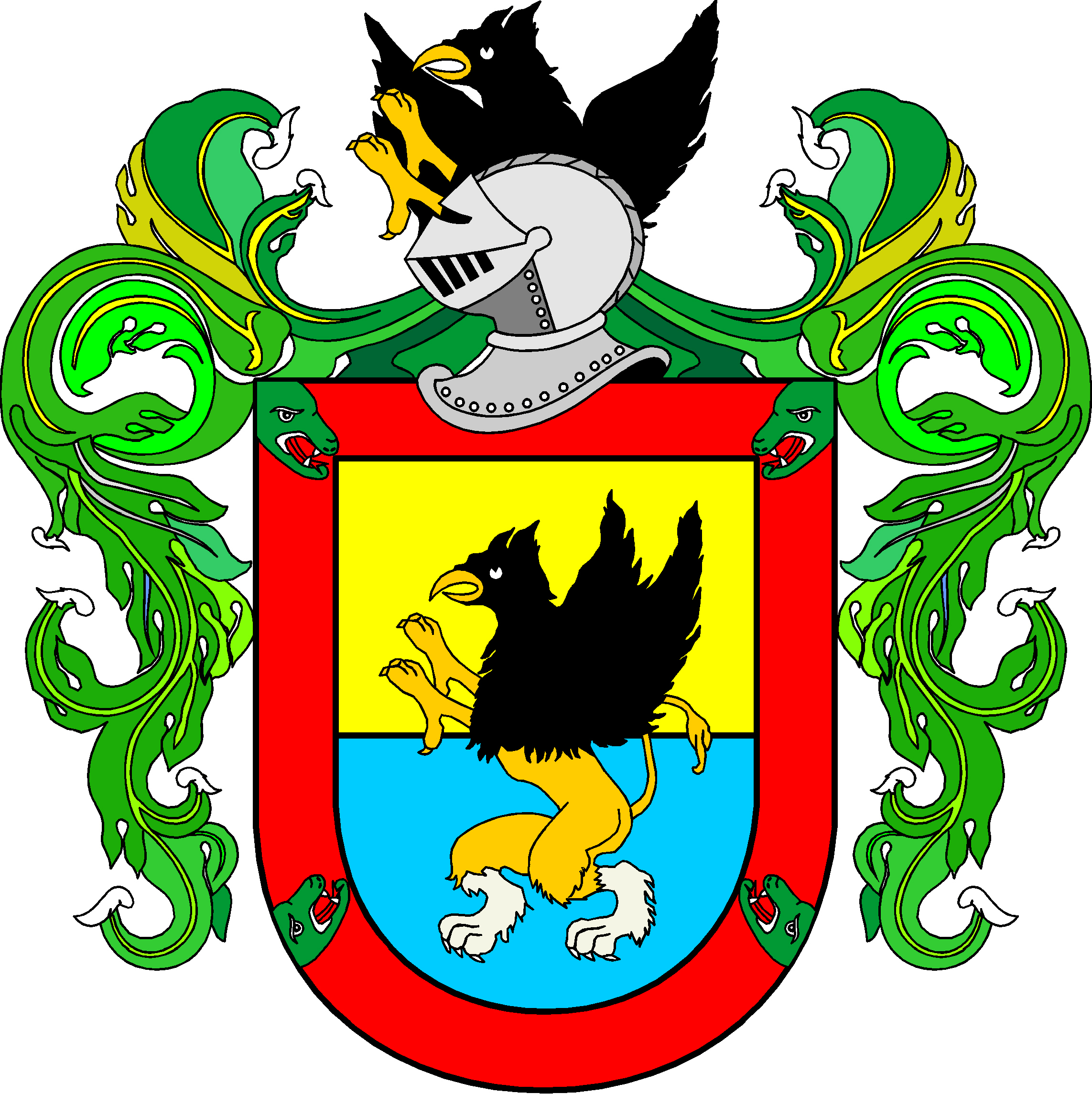
Carlos I de España Rey de España y Emperador del Sacro Imperio Romano Germánico, quien fue testigo fiel de la fundación de Portoviejo la dotó de un escudo oficial de armas en 1540 con un grifo como simbología imperial y los españoles avecinados le hicieron conocer que la villa había sido fundada en nombre.

Durante el coloniaje español, en la primera mitad del siglo XVIII, la zona del antiguo Gobierno de Caráquez, y que hoy ocupan los cantones El Carmen, Chone, Sucre, Pedernales, Jama, San Vicente, Bolívar, Tosagua, Junín y Pichincha, pasó a ser jurisdicción de la Gobernación de Esmeraldas, regida por Pedro Vicente Maldonado. Y la zona del también antiguo reino de los Manta, que en la Colonia se llamaba "Partido o Tenencia de Portoviejo", y que hoy ocupan los cantones Portoviejo, Rocafuerte, Montecristi, Jaramijó, Manta, Santa Ana, Veinticuatro de Mayo, Olmedo, Jipijapa, Paján y Puerto López pasó a formar parte de la Gobernación de Guayaquil.
Por Manabí llegaron al país los sabios de la Misión Geodésica Francesa, presidida por Carlos de la Condamine, cuando el actual Ecuador se llamaba Real Audiencia de Quito, que el primero de marzo de 1736, desembarcaron en Manta.
Luego de sellada la Independencia del País del dominio español, el 24 de mayo de 1822, lo que hoy es Ecuador, con el nombre de Departamento del Sur, entró a formar parte de la Gran Colombia, fundada por el Libertador Simón Bolívar. En virtud de ello, al crearse las principales provincias de nuestra Nación, Bolívar hace la creación de lo que se llamó "Provincia de Portoviejo", el 2 de agosto de 1822, pero con esta creación no obtuvo personería Jurídica la Provincia, ya que estaba regida por un juez político, que obedecía órdenes del Gobernador de Guayaquil. Poseía 2 cantones: Portoviejo y Montecristi.
La verdadera creación político-administrativa de la Provincia se operó dos años después, cuando el Congreso de Bogotá, presidido por el general Francisco de Paula Santander, promulgó la Primera Ley de División Territorial el 25 de junio de 1824, que lo otorgó la anhelada personería Jurídica a la Provincia, que pasó a denominarse Manabí. Esta Ley, desmembrando territorio de Portoviejo, aumenta un tercer cantón, Jipijapa, y al designar un Gobernador frente a la administración pública, colocó a Manabí en plano de igualdad con Provincia del Guayas.
Se asentó la capital en la ciudad de San Gregorio de Portoviejo.
Cuando se llevó a cabo la creación formal de la Provincia de Manabí, su área territorial ascendía a 25 620 kilómetros cuadrados. Pero en 1825 pierde Atacames, y en 1878, en el Gobierno de Veintimilla, pierde a Muisne (antiguo Mompiche), ya que ambas comarcas fueron anexadas a Esmeraldas.
Al separarse la nación de la Gran Colombia, el 13 de mayo de 1830, ya como pueblo independiente y soberano con el nombre de Ecuador, bajo la Presidencia del Venezolano General Juan José Flores, antiguo lugarteniente del Libertador, fue designado como primer gobernador de Manabí, bajo el Estado Ecuatoriano, el coronel Juan Antonio Muñoz.
El Consejo Provincial de Manabí inició su vida Institucional el 11 de marzo de 1947, siendo su primer Presidente el médico manabita Dr. Oswaldo Loor Moreira.
El 16 de abril de 2016 a las 18:58 horas un terremoto de magnitud 7,8 con epicentro cerca de la ciudad de Pedernales, entre Cojimíes y Pedernales asoló la provincia, dejando como resultado cientos de víctimas fatales, miles de heridos y cuantiosos daños estructurales y económicos valorados por sobre los 2000 millones de dólares; siendo considerada la peor catástrofe del país en 60 años y la peor de la provincia en toda su historia. El sismo destruyó sus ciudades principales (Portoviejo, Manta, Bahía y Pedernales), así como otras localidades muy turísticas tales como Jama, Jipijapa, Montecristi, Calceta, El Carmen, Jaramijó, Rocafuerte, Tosagua, Chone y Flavio Alfaro. Sin embargo las dos localidades más afectadas por el sismo fueron Pedernales y Canoa, ubicadas muy cerca del epicentro, donde los daños y pérdidas suman más del 70% del total.
Actualmente la provincia vive una emergencia sanitaria ocasionada por la enfermedad denóminada COVID-19, El primer caso en este lugar de hecho fue importado desde España, Está en el segundo puesto de contagios con más de 1800 casos, y en Ecuador hay más de 22.000 casos hasta el 26 de abril, siendo Guayas la que más contagios tiene a nivel nacional.

## Geografía

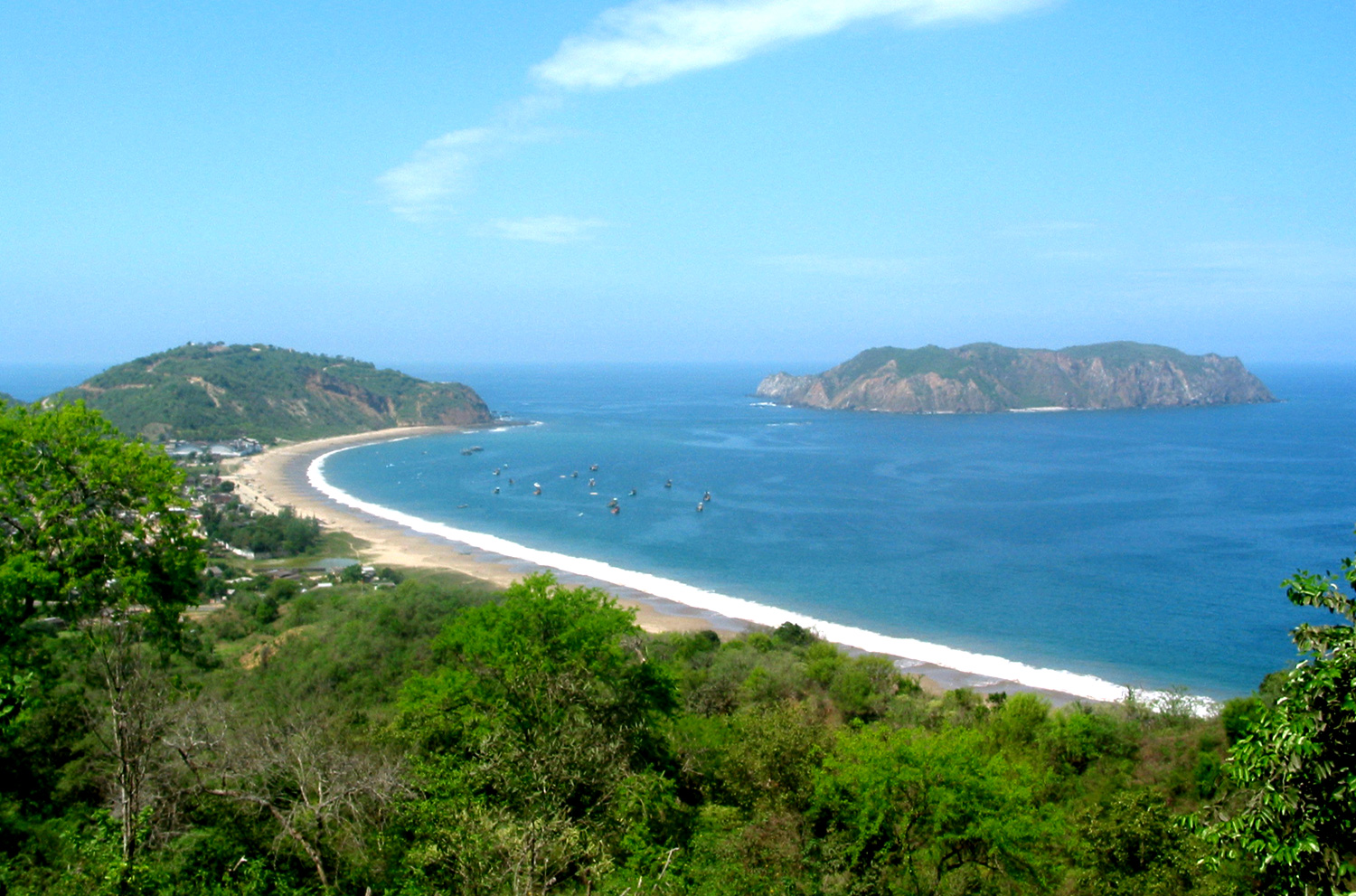
Vista panorámica de la comuna Salango.

La provincia de Manabí limita al norte con la provincia de Esmeraldas, al sur con las provincias de Santa Elena y Guayas, al este con las provincias de Santo Domingo de los Tsáchilas, Los Ríos y Guayas, y al oeste con el Océano Pacífico y su capital es Portoviejo.
Además del territorio continental, pertenecen a la jurisdicción de la provincia la Isla de la Plata y la Isla Salango que se encuentran frente al parque nacional Machalilla.
Con una superficie de 19.427,64;km² es la más extensa del litoral. Se puede apreciar que la provincia sea a términos más pequeña que la dependencia sudamericana de Guyana Francesa (83.534 km²), pero Manabí contiene más del triple de la población que dicho territorio (259.377 habitantes).

### Relieve

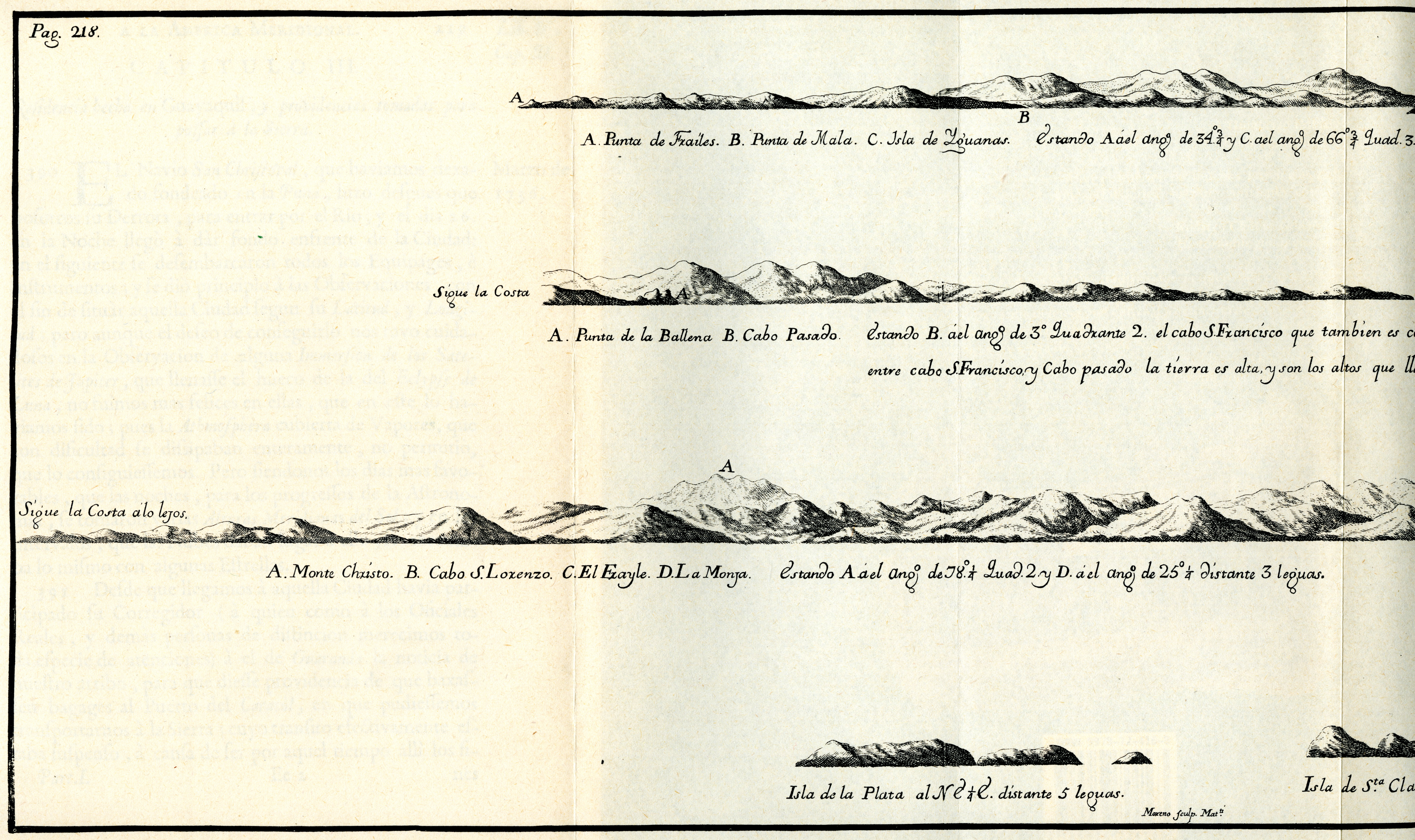
Elevaciones Montañosas de los Partidos de Puerto Viejo y La Canoa

Su territorio ocupa extensas llanuras del litoral. De la provincia del Guayas viene la cordillera costanera del Chongón-Colonche que da origen a las montañas de Paján y Puca. Las elevaciones no sobrepasan los 1200 metros sobre el nivel del mar.
En el cantón Montecristi existen cordones aislados de los cerros de este nombre y los cerros de Hojas-Jaboncillo. Hacia el norte se dirige la Cordillera de Balzar, que comprende los cerros de Los Liberales y de Canoa; de allí sigue un ramal que se une con los cerros de Jama y se continúan hacia el norte con los cerros de Coaque, el Cerro Pata de Pájaro, uno de los más altos de La Provincia de Manabí con 845 m s. n. m., continúan hacia el Norte las Montañas de Cojimíes y las montañas de Mache-Chindul.

### Hidrografía
El cruce de la cordillera de Chongón-Colonche y la Cordillera de Balzar obstaculiza la existencia de ríos de caudal que desemboquen en el Océano Pacífico, con excepción cuantos que son importantes como el río Chone y río Portoviejo que son los únicos con cauce profundo; esto determina que ciertas zonas de la provincia estén predispuestas a inundaciones en las temporadas invernales de mayor precipitación.
El río Chone es el más importante por su caudal, nace en las faldas occidentales de la cordillera de Balzar y desemboca en Bahía de Caráquez. Sus principales afluentes son: por la margen derecha los ríos Mosquito, Garrapata, San Lorenzo y por la margen izquierda: el Tosagua, con sus afluentes: Canuto y Calceta. La cuenca que riegan estos ríos es una de las más importantes y fértiles de la provincia.
El río Portoviejo nace en las montañas de Paján y Puca y desemboca en la bahía de Charapotó en un sitio turístico conocido como "La Boca".
El río Canoa nace en las montañas de ese nombre y recibe las aguas del Tabuchilla y el Muchacho. El Río Cojimíes es importante debido a su caudal y además divide las Provincias de Manabí y Esmeraldas; Entre Canoa y San Vicente desemboca el río Briceño que es de poco caudal. Finalmente el río Jama que nace en los cerros de su nombre y su principal tributario, el río Mariano.

### Perfil costanero

Perfil constanero de Manabí representado en un atlas de 1685

Se extiende 350 km de la Costa del Pacífico. Los accidentes geográficos de mayor importancia son de norte a sur: las penínsulas de Cojimíes y de Caráquez; los cabos Pasado, San Mateo y San Lorenzo, las puntas Cojimíes, Surrones, Brava, Charapotó, Jaramijó, Cayo y Ayampe; las bahías: de Cojimíes, de Caráquez y de Manta; las ensenadas: Jama, Crucita, Cayo o Machalilla.
A 15 km de la costa de Puerto Cayo se encuentra la Isla de la Plata, que tiene una superficie de 14 km². Otra isla más pequeña que la anterior es la Isla del Amor, frente a Cojimíes en el cantón Pedernales.

### Clima
Oscila entre subtropical seco a tropical húmedo y tropical extremadamente húmedo y está determinado por las corrientes marinas; durante el invierno que se inicia a principios de diciembre y concluye en mayo el clima es caluroso y está influenciado por la corriente cálida del El Niño, por el contrario el verano que va de junio a diciembre es menos caluroso gracias a la corriente fría de Humboldt, aunque la temperatura no es uniforme en toda la provincia, la temperatura media en Portoviejo, la capital, es de 25 °C y en la ciudad de Manta, de 23,8 °C.

## Gobierno y política

### Política
La estructura política de la provincia, si bien es liderada a nivel ejecutivo por la Gobernación de Manabí, también cuenta con niveles de Gobiernos seccionales, denominados Gobiernos Autónomos Descentralizados (GAD), tales como los Municipios (Alcaldías), las Juntas Parroquiales Rurales y el GAD provincial, denominado comúnmente como «Prefectura», la cual es una persona jurídica de derecho público que goza de autonomía política, administrativa y financiera, y ejerce ciertas competencias como vialidad rural, fomento agroproductivo y riego, de acuerdo al Artículo n.º 263 de la Constitución de la República vigente desde el año 2008. Tales competencias las ejerce la Prefectura con subjeción a la Constitución y las Leyes dentro de la circunscripción territorial de la provincia. La sede de este gobierno seccional está en la ciudad de Portoviejo, en calidad de capital provincial.
El gobierno provincial está conformado por un prefecto, un viceprefecto y el consejo provincial. El prefecto es la máxima autoridad del Gobierno Autónomo Descentralizado de la Provincia (Prefectura de Manabí) y su representante legal institucional y es elegido en binomio junto al viceprefecto por votación popular en las urnas. El consejo provincial es el órgano de legislación y fiscalización del gobierno provincial, y está integrado por el prefecto -quien lo preside con voto dirimente-, el viceprefecto, los alcaldes de los veinte y dos cantones manabitas, y representantes de los gobiernos de las parroquias rurales. En la actualidad el cargo de prefecto lo ejerce Leonardo Orlando, reelegido para el periodo 2023 - 2027. La máxima representación del Poder Ejecutivo en la provincia, la ejerce el gobernador, quien representa al Presidente de la República y es un cargo de libre nombramiento y remoción. Actualmente, el gobernador de la provincia es Pablo Rosero Bermeo.

### División administrativa

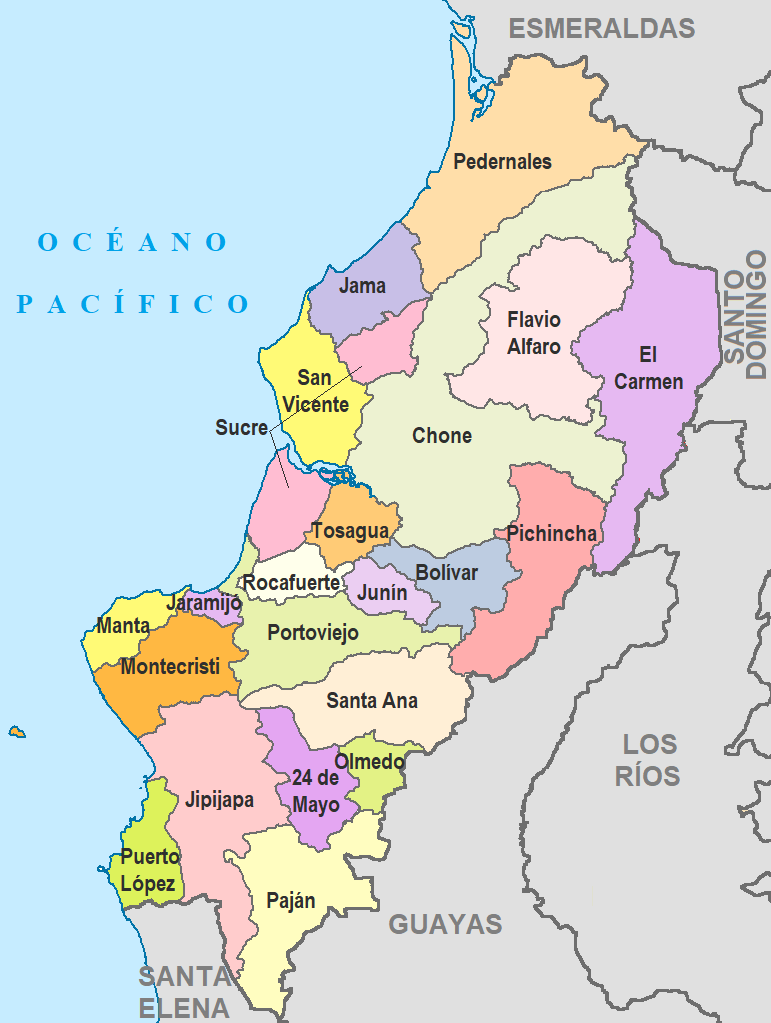
Cantones de Manabí

Manabí está dividido en 22 cantones, que a su vez están conformados por parroquias urbanas y rurales. Es la segunda provincia ecuatoriana en número de cantones. Cada uno de los cantones son administrados a través de una municipalidad y un consejo cantonal, los cuales son elegidos por la población de sus respectivos cantones. La responsabilidad de estos cantones es realizar el mantenimiento de carreteras, administrar los presupuestos del gobierno del estado para programas de asistencia social y económica, y administrar, infraestructuras tales como parques y sistemas de saneamiento básico.
|                       | Cantón        | Población (2022) | Área (km²) | Cabecera cantonal         | Población (2022) |
| --------------------- | ------------- | ---------------- | ---------- | ------------------------- | ---------------- |
|                       | 24 de Mayo    | 31 473           | 524        | Sucre                     | 6607             |
| Bandera de Calceta    | Bolívar       | 41 827           | 537        | Calceta                   | 20 011           |
| Bandera de Chone      | Chone         | 128 166          | 3017       | Chone                     | 54 629           |
| Bandera de El Carmen  | El Carmen     | 120 936          | 1732       | El Carmen                 | 52 366           |
|                       | Flavio Alfaro | 26 415           | 1343       | Flavio Alfaro             | 8312             |
|                       | Jama          | 16 588           | 575        | Jama                      | 5259             |
|                       | Jaramijó      | 29 759           | 97         | Jaramijó                  | 28 397           |
|                       | Jipijapa      | 78 117           | 1420       | Jipijapa                  | 45 382           |
|                       | Junín         | 22 324           | 246        | Junín                     | 7332             |
|                       | Manta         | 271 145          | 309        | Manta                     | 258 697          |
|                       | Montecristi   | 99 937           | 734        | Montecristi               | 71 066           |
|                       | Olmedo        | 10 090           | 253        | Olmedo                    | 2684             |
|                       | Paján         | 41 879           | 1079       | Paján                     | 7686             |
|                       | Pedernales    | 70 408           | 1932       | Pedernales                | 27 068           |
|                       | Pichincha     | 30 380           | 1067       | Pichincha                 | 4406             |
| Bandera de Portoviejo | Portoviejo    | 322 925          | 968        | Portoviejo                | 244 129          |
|                       | Puerto López  | 25 630           | 420        | Puerto López              | 12 598           |
|                       | Rocafuerte    | 42 688           | 280        | Rocafuerte                | 11 848           |
|                       | San Vicente   | 24 997           | 718        | San Vicente               | 10 404           |
|                       | Santa Ana     | 51 462           | 1022       | Santa Ana de Vuelta Larga | 11 918           |
|                       | Sucre         | 62 841           | 764        | Bahía de Caráquez         | 22 209           |
|                       | Tosagua       | 42 853           | 377        | Tosagua                   | 11 317           |

## Economía

### Agricultura, silvicultura y ganadería
La economía de Manabí, provincia costera situada en la región occidental de la República del Ecuador, está profundamente arraigada en el cultivo y procesamiento de abundantes recursos naturales y productos orgánicos. Estos productos, que incluyen, entre otros, cacao, banano, maderas nobles, algodón, mariscos y carnes han desempeñado un papel fundamental en la configuración del panorama económico de esta región y siguen siendo los principales motores de su crecimiento y sustento económico.

### Turismo
La provincia de Manabí cuenta con 320 kilómetros de playa, desde Ayampe (en el sur) hasta Cojimíes (en el norte). Geografía caracterizada por acantilados, desembocaduras, estuarios, islotes, islas, lajas y rocas. Desde el norte al sur cuenta con balnearios marítimos y balnearios de agua dulce.
- En la zona norte: Bahía de Caráquez, San Vicente, Chirije, Cojimíes, Pedernales, Punta Palmar, Jama, El Matal, Canoa, Don Juan, Briceño,°C y otras.
- En la zona centro y sur: Puerto Cayo, San Jacinto, San Clemente, Crucita, El Murciélago, Santa Marianita, San Lorenzo, Machalilla, Los Frailes, Puerto López, Salango, Ayampe.

## Demografía
Su población es de 1 395 249 habitantes.
- tasa anual de crecimiento: 1,65%

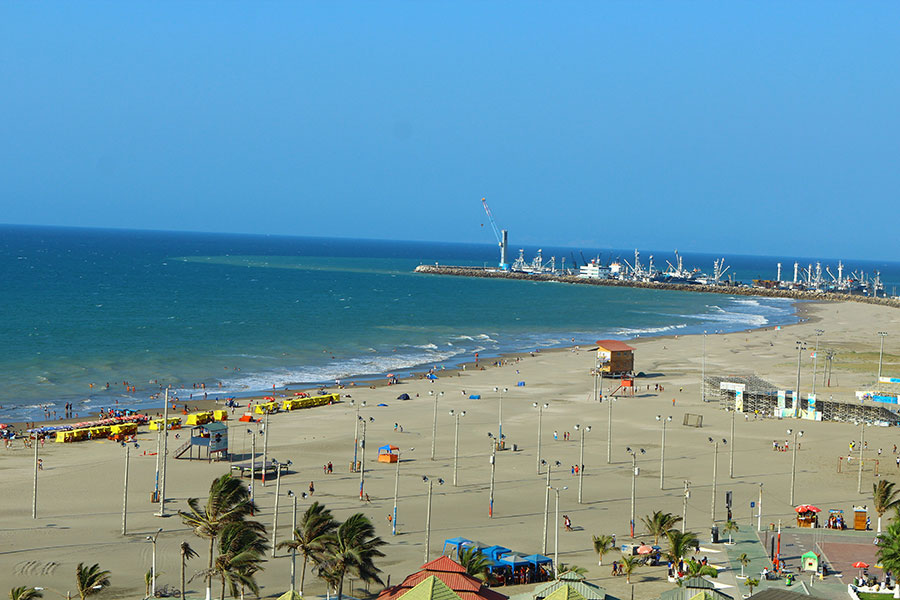
Playa "El Murciélago" de Manta.

- edad media de la población: 28,2 años
- analfabetismo >=15 años: 10,2%
- analfabetismo digital >=10 años: 34,3%

Según el censo de 2010, la composición étnica de la población es la siguiente:
- Mestizos: 69,7%
- Montubios: 19,2%
- Afroecuatorianos: 6,0%
- Blancos: 4,7%
- Otros: 0,3%
- Indígenas: 0,2%

También la provincia consta en tener la 3.ª área metropolitana más poblada del país. La Conurbación de Portoviejo es la región metropolitana más poblada de Manabí y 3.ª en ranking nacional con 686 140 habitantes. Portoviejo es considerada la cabecera de esta conurbación y Manta el puerto principal de la red urbana. Los demás 4 cantones que están dentro de esta conurbación son considerados cantones suburbanos de Portoviejo y Manta. Se dice que con más de 685 000 habitantes casi la mitad de la población manabita vive dentro de esta conurbación.
| Evolución de la población de la provincia de Manabí cantón Portoviejo y ciudad de Portoviejo |                     |                   |                      |
| Censos                                                                                       | Provincia de Manabí | Cantón Portoviejo | Ciudad de Portoviejo |
| 1.950                                                                                        | 401.378             | 63.090            | 16.330               |
| 1.962                                                                                        | 612.542             | 95.651            | 32.228               |
| 1.974                                                                                        | 817.966             | 126.957           | 59.550               |
| 1.982                                                                                        | 906.676             | 167.085           | 102.628              |
| 1.990                                                                                        | 1'031.927           | 202.112           | 132.937              |
| 2001                                                                                         | 1'186.025           | 238.430           | 171.847              |
| 2010                                                                                         | 1'369.780           | 280.029           | 206.682              |
| Fuente: Instituto Nacional de Estadísticas y Censos                                          |                     |                   |                      |

## Cultura gastronómica
La existencia de los característicos "paradores", restaurantes al borde de la vía, identifican a la provincia. Lo que determina es el frecuente uso del plátano sin madurar y la sazón chonera de fuerte presencia debido a la migración. La gastronomía manabita es reconocida a nivel nacional e internacional, así como sus expresiones tradicionales que se reflejan en sus festividades.
Entre los platos más representativos de la provincia son el Viche (sopa), Tonga (comida) y ceviche.
La ciudad de Portoviejo tiene como elaboraciones más representativas la Tonga (comida), el viche, el ceviche, el bollo y el corviche. 

## Dialectos y estructura lingüística

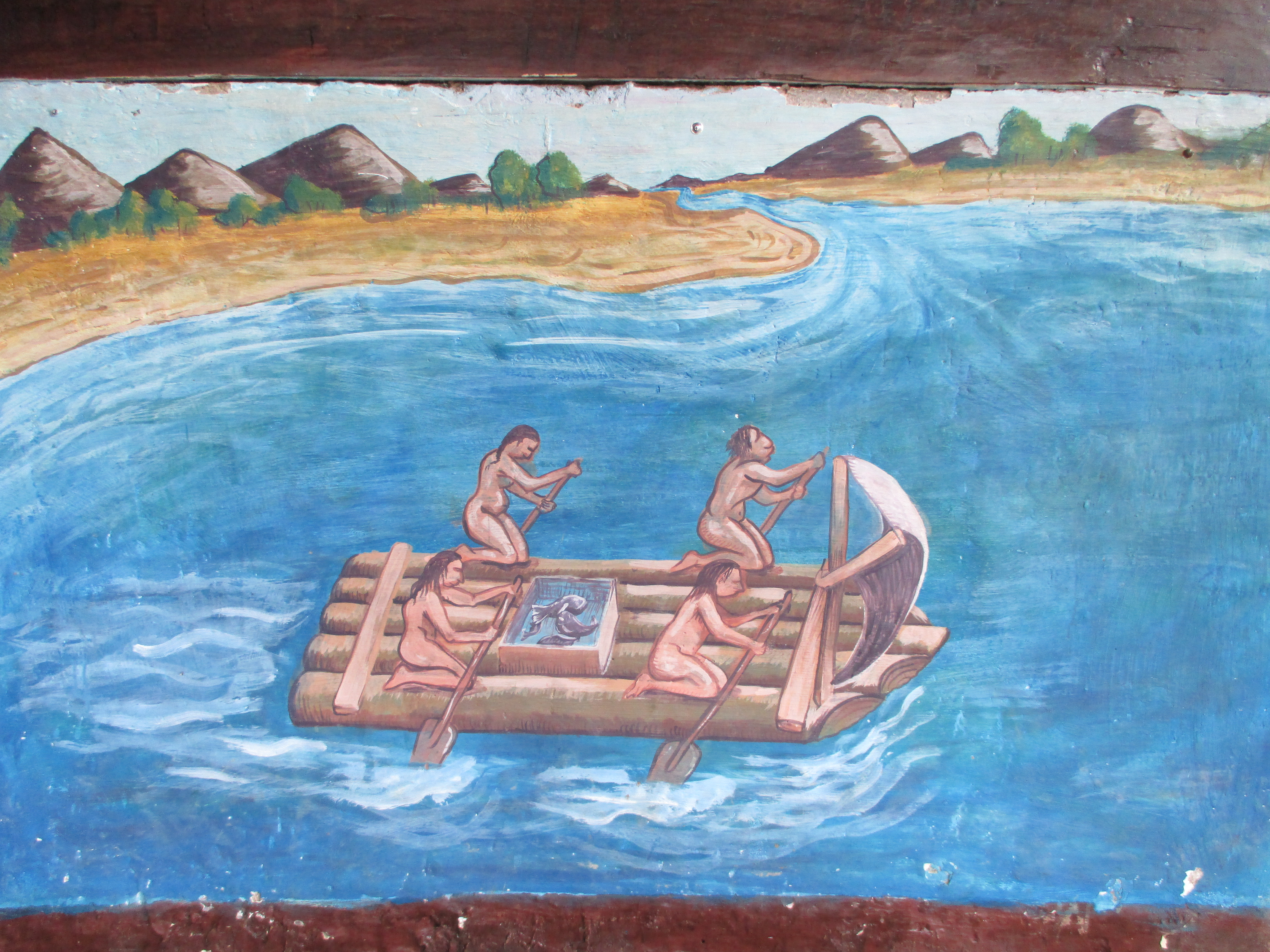
Indígenas pescando en la Provincia de Puerto Viejo, basado en un dibujo de Girolano Benzoni - Museo Agua Blanca, Cantón Puerto López.

En el caso de la provincia de Manabí, originalmente uno de los primeros territorios abordados en los iniciales años de la conquista del Reino de Quito, desde 1526 que se produjo el primer contacto euro-americano se hizo posible la mixtura de un lenguaje cuya refiltración constante y variante en el acento se perennizó para no definir un dejo, deje o habla acentuado; originándose este dialecto con indicios históricos hallados en la creación de la antigua Tenencia de Puerto Viejo, pues de comprobación se deduce que durante la perduración del Corregimiento de Guayaquil los llamados naturales de la Costa por la calidez húmeda tenían una dispar tonalidad del habla a los de la Sierra. Estos arraigos históricos dieron como resultado la consistencia lingüística de una neutralidad frágil y destruible percibida así principalmente en tiempos actuales, por la injerencia de acentos marcadamente cercanos y foráneos, pues se halla considerado por hoy el dialecto más neutro del ámbito lingüístico ecuatorial (catalogado como de aspecto fonético dulce y ciertamente de tonalidad emotiva cruda o franca en relación con las otras variantes ecuatoriales). Incluso el esquema y/o estructura fonética en la pronunciación no es muy distinguible con la presencia de los acentos y tildaciones fijas en las sílabas; además generalmente se halla identificado el uso de palabras referenciales cuyo primitivo origen arábigo-andaluz fue de poco siendo apropiado por la identidad cultural montubia, estando definitivamente ligados al medio de la vida bucólica y campestre del llano. Esto hace posible la caracterización personificada de un dialecto de ramificaciones particulares propiamente de coyuntura racial mestiza, con la aportación indígena de la Cultura Manteña con diversidad de apellidaciones, topónimos y modismos autóctonos que no han sido bien estudiados en su origen y contexto original, debido a que la documentación de los estragos de la conquista en Manabí desaparecieron.
Entre las principales características del dialecto manabita tenemos las siguientes:
- Se acortan o reducen algunas consonantes como si estuvieren aminorados los fonemas en un tiempo de mayor diferenciación. Ejemplo: Ocurre exclusivamente con la M o la N terminales e intermedias, cuyas estructuras fonéticas son repetitivas en un un medio de tiempo (1/2) menos antecediendo el tiempo del fonema inicial pronunciado. Así la eme o la ene se repiten medio tiempo menos del sonido producido al inicio en manera consecuente. Esto explica quizás la presencia de estos fonemas en las culturas aborígenes de Manabí, lo cual no es comprobable aún, pero verificable principalmente en la franja costera y el llano periférico de la campiña.
- Curiosamente el tratamiento de la comunicación se precipita con mayor confianza a dar énfasis en frecuentar el uso de sustantivos diminutivos en la forma del habla y no escrita, o por su parte se disminuye la dicha morfología fonética como ocurre con los adjetivos. Ejemplo: de negra, como negrita. De  colorada; como coloradita. Esta conjugación fonética se extiende al verbo que hace que pierda el sentido de las tildes con las palabras esdrújulas en comparación a las graves, dando como producto la escucha de un sentido neutral que forma el dialecto; cuasi tendiéndose a perder el acento total de la palabra de esta manera.
- La cultura montubia ha utilizado a lo largo del tiempo la adulteración lingüística de ciertos sustantivos como verbos y viceversa. Este recurso idiomático tiene su origen en la práctica de la poesía culterana castellana, pero adaptada a la realidad de la localidad; lastimosamente no existe una recopilación oficial de términos que nos cite la variedad de este discurso diferenciador entre la línea cronológica del manabitismo y de las construcciones culturales ataviadas en lo montubio. Ejemplo de ello pueden ser palabras como viravuelta, capiro u otras quejas neutras propias vinculadas a nominaciones de plantas, frutos y animales. Las metátesis ortográficas adoptadas de forma imprecisa desde el siglo XVI originaron la conjugación de confusas morfologías lingüísticas sustantivales, verbales y adjetivales, en una mezcolanza de pronunciación que impresiona. En su momento las medidas de la Real Academia Española replicadas en el plano ecuatorial durante el reinado reformador de Carlos III y en otros gobiernos de la república que fueron abiertamente hispanófilos como el de Juan José Flores hicieron que estas formas de escritura propias entraran en desuso despectivo o a un plano considerado injustamente vulgar, sin que por lo menos se llegase a elaborar un listado de estos términos ausentes hoy y otros perdidos sin existir alguna muestra de recopilación archivada que debió poseerlos y custodiarlos el cabildo colonial con sede en Portoviejo y que los Escribanos lo aprendieron de los indios naturales y mestizos, a motivo de haber desaparecido hasta hoy casi en su totalidad todo el acervo documental de la provincia tocante al periodo colonial inicial e intermedio (reinados de Joana I, Carlos I, Felipe II, Felipe III, Felipe IV, Carlos II, Felipe V, Luis I, Fernando VI e intervalos con Carlos III), además hipotéticamente hubieran servido estos de muchísimo interés y valor para determinar exactamente otras cuestiones de estudios enfocados a las versiones locales de esteganografía y haplología que se produjeron con la enseñanza privilegiada de la pronunciación y escritura castellana, y así generar investigaciones históricas de particularidades que no se podrán escudriñar jamás.
- Como en muchos dialectos, no existe el fonema interdental sordo y, por lo tanto, se pronuncia como /s/ las palabras con ce, ci o z.

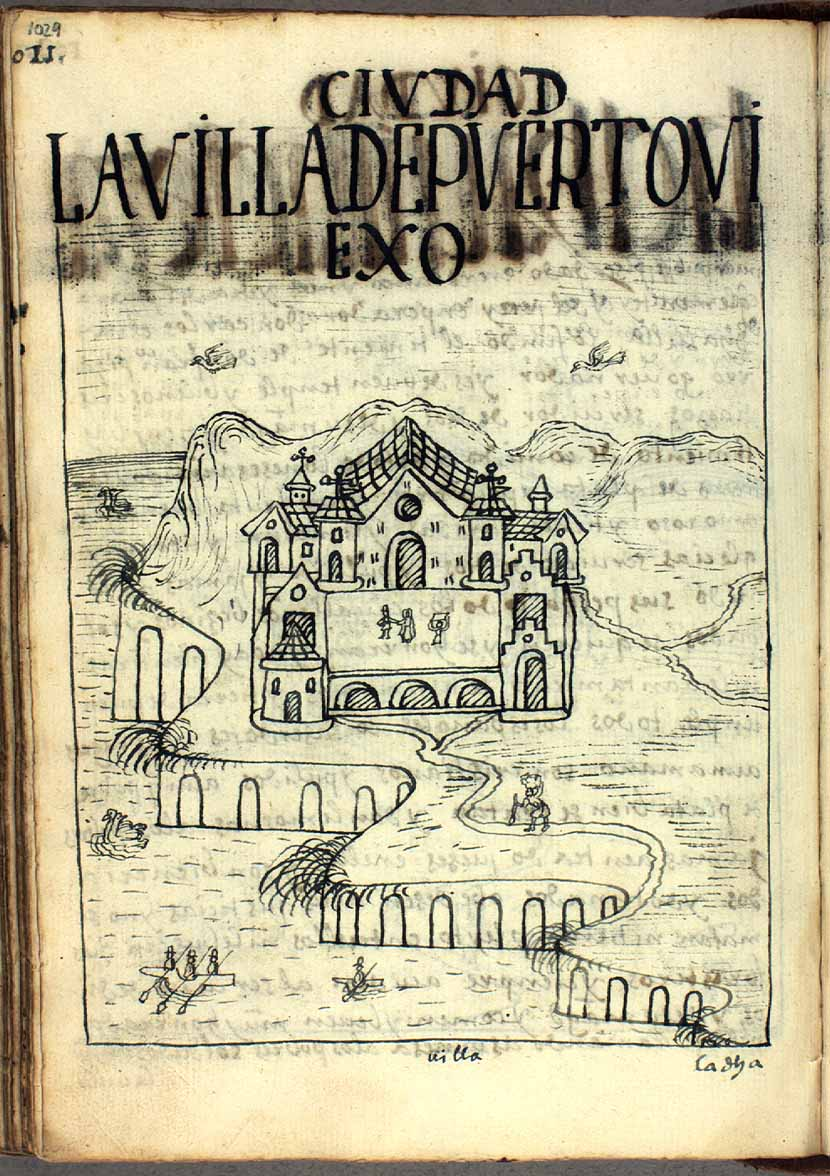
Ciudad la Villa de Puerto Viexo del Perú, según Felipe Guamán Poma de Ayala.

- En la contemporaneidad vigente se suele reducir el llamado tratamiento público o silenciosamente privado que se hace o dirige hacia una persona (el alguien) en singular con el oye delicadamente agudo; el cual equivale al similar oche que ha tendido a relacionarse en tonalidad afeminada, y que reducido de esta manera al amigable oe se percibe un fonema mucho más grave y relacionado en tonalidad de pronunciación masculinizante, pero con énfasis confianzudo, grotesco y anacrónico para quienes no aceptan las abreviaciones interpretadas como vulgarismos. Esta última usanza dialéctica es común entre los jóvenes y las personas de fuerte lazo referencial de amistad o familiar.
- Conservación tangible en la diversidad de vocabularios a manera de tratamiento personal con el castellano antiguo de finales del siglo XVI, que principalmente se relacionan a los objetos comunes de uso. Ejemplo: aljibe, ilustre, Doña, Don, etc. Este tipo de vocabulario coloquial se enfoca en proveer nombres o calificativos tratamiento a la gente adulta o personas desconocidas. Entre mayor relación con el medio bucólico exista, mucho más intensa es la riqueza del vocabulario acumulado.
- El reconocido tratamiento de llamado que reside exclusivamente alrededor de la palabra mande –posiblemente deriva de las mandas montubias o de los mandatos y las órdenes dadas por los señores hacendados patrones a sus sirvientes y trabajadores– es muy común para dar a conocer la atención fija que tiene una persona hacia otra. Históricamente la depreciación de la cultura montubia ha estereotipado el uso de esta palabra que suele interpretarse en los espacios urbanos como inadecuada o insultante. Pero en la privacidad de la comunicación familiar prima su uso cuando los padres llaman o solicitan a sus hijos para disponer que se obedezca alguna orden, dando la tonalidad efusiva el significante de tratamiento motriz o expresión facial a modo cariño y cuando es grave demuestra desafecto o petición radical en condiciones curiosamente ambivalentes.
- El tú llamado trato de tuteo y el de usted, llamado trato de señoreo, de señorear o doneo (derivación referencial del Don masculino y el Doña femenino). El primer tratamiento se asocia con la confianza familiar o amistosa, mientras que el segundo marca una distancia de respeto, edad, experiencia, jerarquía y hasta señoreaje de obediencia (tono de sumisión feudal). Depende también quién lo asocie pronunciar al comportamiento individual de cada persona, hallándose otra diferencia secundaria que suele abordarse el tú para las personas conocidas y el usted por el contrario para las desconocidas.
- Los sustantivos aumentativos cuyas terminaciones suelen ser en -ísimo/-a, -sísimo/-a, con los ismos, o en las terminaciones exagerativas ón/ona, son contrarios a la costumbre de colocar modismos ortográficos y abreviaciones propias de la comunicación de la lengua castellana actual, con tendencia a exagerar la situación vivencial del algo o el alguien referencial. Así por ejemplo es muy típico en este lenguaje oír la pronunciación de palabras que suenan a halagos o sublimaciones interpersonales, lo cual es tomado como exceso de confianza o manera de atrevimiento e imprudencia lingüística, hasta entender el logro de cortesías extremadamente redundantes, aunque la sencillez contemporánea tiende a que se pierda estas manera de calificar el uso de palabras durante la conversación. Ejemplo: de bella, bellísima y bellisísima. De fuerte, fuertón, fuertísimo, fuertisísimo (esto muy vinculado con el habla montubia). De tostado, deriva en tuestado y surgen tuestao, tuestado o tuesto, tuestadísimo, tuestadisísimo y hasta en verbo como tostar. Asimismo vuelve a la conjugación inicial como tostadísimo y sus variantes. Todo esto es simplemente el resultado de palabras preocupadas por conjugar del relativo de tostado que viene del verbo tostar (la conjugación de los pronombres de esta última palabra es muy confusa a nivel jurisdiccional). Otro ejemplo es de pocillo, con -illo, de loquilla, con -illa y de locario, con -rio, a modo de indicar pequeñez física o grandeza en la exageración de un comportamiento.
- Concreto uso de sinónimos en palabras que significan una sola cosa pero que se relacionan con un ámbito o ambiente distinto. Relativos de la palabra revisar y coger tales como: adentrar, apañar, aguaitar, tantear. Así por ejemplo adentrar es colocarse o meterse abajo, encima o en medio de algo. Apañar es recoger cualquier cuerpo o ente caído y visto. Aguaitar es revisar algo relacionado con los animales y la flora en lo lejano. Tantear es usual para el uso de sucesos o acontecimientos precipitados dentro del espacio de la casa o de las huertas y cultivos adyacentes a estas, además es una pesquisa cometida con un fin determinado. Aventar, se entiende como echar o atrever.
- La compra o venta de ciertos productos y bastimentos en su pronunciación corresponden a nombres cuyo sistema de medidas es netamente originario de las equivalencias y significados de las antiguas medidas españolas o de procedencia castellana, principalmente los adoptados desde la crisis del siglo XVII. Por lo general ciertas denominaciones de este tiempo focalizándonos en la identidad montubia ha sido expuesto a ser ridiculizado por un punto de vista netamente despectivo de la burguesía local intitulada como réplica de las novelerías y maneras guayaquileñas debido al exceso de influencia mercantil y política en Manabí desde la independencia, y por quienes en la decimononimia adoptaron neoextranjerismos anglosajones o anglicismos y francófilos o galicismos, pasando las primitivas denominaciones castellanas a un desuso que solamente predominó en el ambiente de la campiña; por tanto hubo un momento de depreciación cultural autóctona para estereotipar y satirizar al habitante de la montaña erradamente. Esto es tan notorio que se respeta incluso la originalidad de la palabra extranjera sin respetársele adecuadamente la transformación al castellano para muchos casos.
- El medio social de abolengo que habita la campiña y que ostenta la posesión de terrenos vastos, suele incluir expresiones alusivas de cultas en la etiqueta del tratamiento típico de la colonia; usando ciertos vocabularios que reseñan el adulador, caballeresco y nobiliario comportamiento señoritista castellano-andaluz del Siglo de Oro Español.
- Actualmente es notoria la imprecisión de lo contable y no contable que se adopta como simplismo idiomático en el vocabulario urbano y de rural circunstancia sin desarrollo comercial elevado, pues existen caracteres aplicados en el lenguaje coloquial. Ejemplo: Comprar un agua, sin especificar a la o las botella(s) de agua. Aguaitar el ají, sin referirse a coger los ajíes de la mata, en persona plural, por lo que sucede una extensiva confusión notoria entre el número de sustantivos existentes, que no especifican cantidades ni lugares o características físicas exactas muchas veces.
- En el habla montubia de antaño trasciende un desfase ortográfico y lingüístico entre la pronunciación de palabras cuyas características por un lado tienden a conjugar dos consonantes en una sola palabra velozmente 1/4 de tiempo sin rescatar el desliz de la lengua: Así por ejemplo del verbo pasar en tiempo presente es pasja o pajsa, de lo cual la letra intrusa del desfase apenas se pronuncia en un tiempo fonemático inferior a la mitad de la conjugación plena asociada a cualquier otra vocal. Y por el otro ámbito es vinculante la manera de reducirse con la mitad de su composición terminal que connota brevedad y ambigüedad: Así por ejemplo: compa, por compañero o compadre. Aplicado esto en el coloquio verbal solamente.